# Campiña Sur
Campiña Sur – comarca w Hiszpanii, w Estremadurze. Okręg znajduje się w  prowincji Badajoz. Stolicą comarki jest Llerena. Mieszka w niej 32 841 obywateli. Powierzchnia wynosi 2698 km².

## Gminy
Comarca dzieli się na 21 gmin.
- Ahillones
- Azuaga
- Berlanga
- Campillo de Llerena
- Casas de Reina
- Fuente del Arco
- Granja de Torrehermosa
- Higuera de Llerena
- Llera
- Llerena
- Maguilla
- Malcocinado
- Peraleda del Zaucejo
- Puebla del Maestre
- Reina
- Retamal de Llerena
- Trasierra
- Usagre
- Valencia de las Torres
- Valverde de Llerena
- Villagarcía de la Torre